# Pionosyllis micropharyngea
Pionosyllis micropharyngea är en ringmaskart som beskrevs av Hartmann-Schröder 1974. Pionosyllis micropharyngea ingår i släktet Pionosyllis och familjen Syllidae. Inga underarter finns listade i Catalogue of Life.